# Federació Espanyola de Guiatge
La Federació Espanyola de Guiatge (Federación Española de Guidismo, FEG) estava formada per sis associacions guies de l'Estat Espanyol fins a la darrera Assemblea (gener 2008):
- Asociación Scout-Guía Vasco da Ponte (Galícia), ha abandonat la Federació. S'integra a ASDE.
- Asociación Guías de Madrid (Comunitat de Madrid), es dissolen momentàniament.

Per tant, actualment formen part de la FEG:
- Asociación Guías de Aragón (Aragó)
- Associació Guiatge Valencià (País Valencià)
- Escoltes i Guies de Mallorca (Illes Balears)
- Euskal Eskaut Gia Elkartea (Euskadi)

En total, està formada per 15 agrupaments i aproximadament 1.000 guies.
És reconeguda internacionalment per l'Associació Mundial de Noies Guies i Noies Escoltes (WAGGGS) a través del Comitè d'Enllaç del Guiatge a Espanya (CEGE).